# Chandap
Chandap fou un petit estat tributari protegit de l'Índia a la presidència de Bombai.
Formava part de l'agència de Mahi Kantha. Era un poble matadari sense sobirà dins la thana de Gadwhara.